# Teatro Apolo (Morón)
El Cine-Teatro Apolo fue inaugurado el 6 de abril de 1918 por Francisco Ramos Arencibia; a pesar de haber tenido varios empresarios en la época de su surgimiento, ha mantenido este nombre hasta la actualidad. Se encuentra enclavado en la Calle Martí entre las calles Sergio Antuña y General Peraza. Es de destacar que esta instalación ha sido remodelada en dos ocasiones, en 1967 y 1985 y que cuenta con 7 trabajadores. El mismo cuenta con una sala de Video construida en 1993, cuyo local no se encuentra dentro de la instalación, sino que está ubicada en Ave. Tarafa número 5 y en ella labora una trabajadora.

## Reconocidos artistas que actuaron en este Teatro
En este escenario debutó Lidia de Rivera con la opereta La Viuda Alegre, también ha sido testigo de la presencia de figuras como: Pedro Infante, la compañía de Pedro Castaño, y la de Enrique Arredondo, así como Tin Tan y otras grandes figuras. Fue subsede del Festival del Cine Iberoamericano por dos años, 1995 y 1996 contando con la visita de especialistas y actores de la televisión y el cine como: Enrique Molina, Deisy Granado, René de la Cruz y Coralita Veloz, entre otros.
En esta instalación por los años 40 se produjo el debut de una obra de Gustavo Sánchez Galarraga titulada “La verdad de la Vida”, cuyo elenco estaba formado por Josefina Velazco, María Herrera, Ángel Bruno, Herminia Díaz y Zoraida Bruno. Al finalizar la obra se presentaba un cuadro de variedades con solistas y duetos cómicos. Como cantantes, tomaron parte Pancho Pak (Francisco), Pío Leiva y Sivila Tood. Además se presentaba El Negrito y la Mulata integrada por María Herrera (que se vestía de varón) y Josefina Velazco las que realizaban comedias como “Yo me divorcio enseguida” y “El Manicero”. También se presentaba el canto Afro titulado “Ña Teresa” en el cual participaron ocho compañeros como coro y la representación de Pío Leiva como esclavo y Josefina Velazco como Ña Teresa.

## Otras actividades desarrolladas en la institución
En el teatro Apolo al concluir cada curso escolar, se hacían los actos de fin de curso, donde las escuelas presentaban sus números artísticos, interpretados por sus alumnos en diversas manifestaciones: artes dramáticas (declamación y obras de teatro), canto, coro y grupos de danza (Fundamentalmente con bailes nacionales). De esta manera se logra la vinculación del niño con las actividades culturales, unido al desarrollo de sentimientos nacionales.

## Sede de la UNEAC del municipio
En la actualidad ya no funciona como Cine_Teatro, pues el mismo fue desmantelado, en él se realizan actividades culturales desarrolladas por distintas instituciones, entre las que se encuentran las presentaciones que realiza la UNEAC de Morón, la cual cuenta con una Sección Sindical de Artistas Independientes, y con una Galería de ExpoVenta.